# IC 3355
IC 3355 је галаксија у сазвјежђу Дјевица која се налази на листи објеката дубоког неба у Индекс каталогу.
Деклинација објекта је + 13° 10' 38" а ректасцензија 12h 26m 50,7s. Привидна величина (магнитуда) објекта IC 3355 износи 14,6 а фотографска магнитуда 15,2. IC 3355 је још познат и под ознакама UGC 7548, MCG 2-32-56, DDO 124, VV 511, VCC 945, KUG 1224+134, CGCG 70-85, PGC 40754.